# О̆

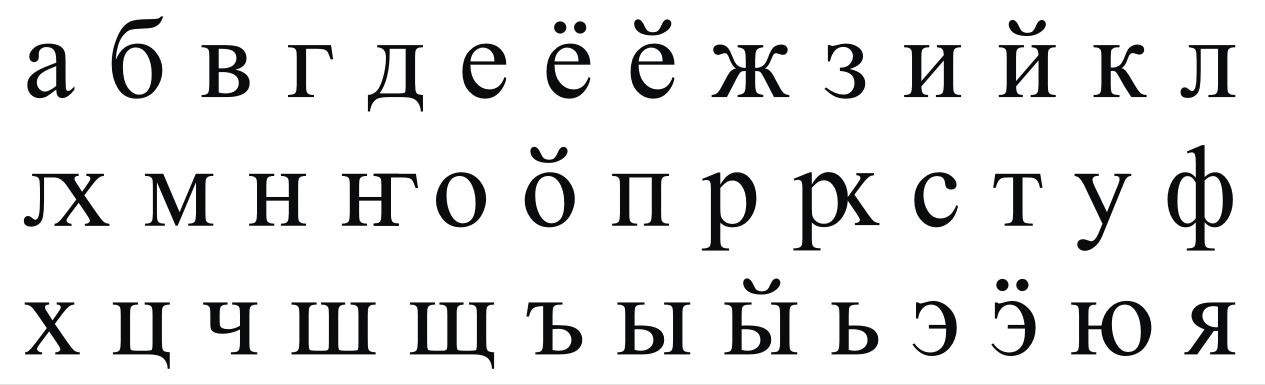
Azbuka mokšanštiny používaná mezi roky 1924 a 1927

О̆ (minuskule о̆) je písmeno cyrilice. Písmeno je variantou písmena О doplněná o oblouček, opticky je shodné s písmenem Ŏ v latince, jak v majuskulní tak v minuskulní variantě. Písmeno se používá v itelmenštině, jazyce Itelmenů, původních obyvatel Kamčatky, kde zachycuje hlásku [ŏ]. Mezi roky 1924 a 1927 bylo používané také v mokšanštině. Písmeno se nenachází v Unicode, je nutné ho psát jako posloupnost písmena О a kombinujícího diakritického znaménka.